# Département Capital (Córdoba)
Pour les articles homonymes, voir Département Capital.
Le département Capital est une des 26 subdivisions de la province de Córdoba, en Argentine. Son chef-lieu est la ville de Córdoba, qui est également son unique localité.
Le département a la forme d'un carré de 23,7 km de côté et une superficie de 562 km2. Sa population s'élevait à 1 400 039 habitants au recensement de 2017.

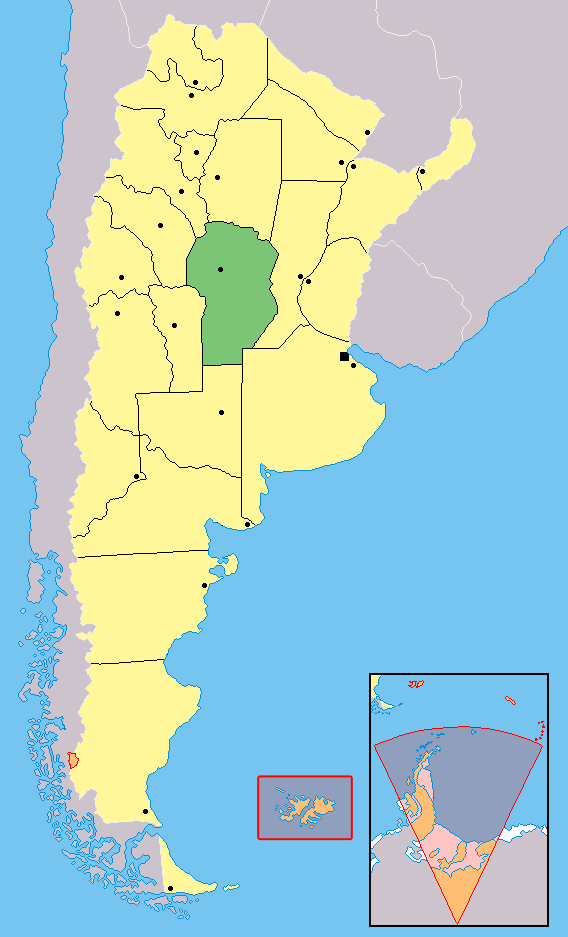
Localisation de la province de Córdoba en Argentine.